# Cnoc Freiceadain Long Cairns

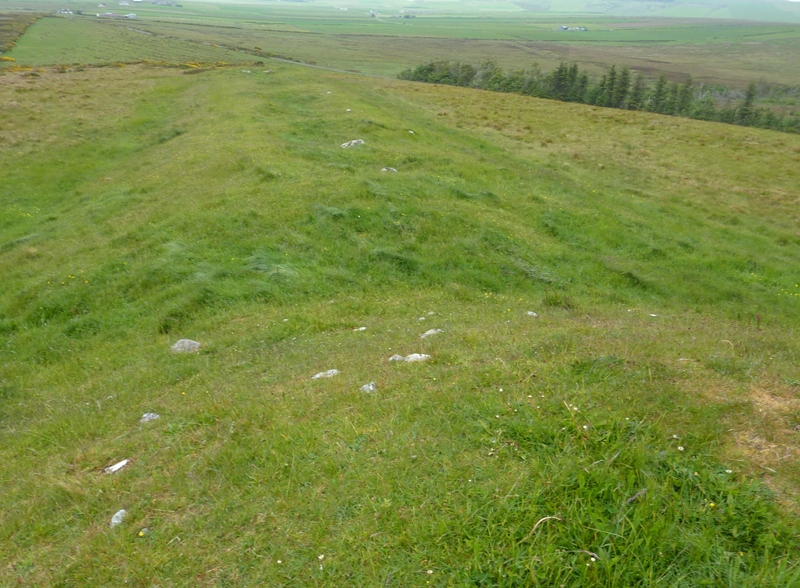
Cnoc Freiceadain, noordelijke grafheuvel.

De Cnoc Freiceadain Long Cairns zijn twee lange grafheuvels uit het neolithicum (namelijk de periode tussen 4000 v.Chr. en 2400 v.Chr.), die gelegen zijn nabij Shebster, 9,6 kilometer ten westzuidwesten van Thurso aan de A836.

## Locatie en naamgeving
Cnoc Freideadain bestaat uit twee long cairns, die loodrecht ten opzichte van elkaar liggen. Beide cairns zijn bedekt met turf. De cairns liggen op de Hill of Shebster en zijn anno 2009 nog niet archeologisch onderzocht.
De cairns steken voor het grootste deel van hun lengte niet duidelijk uit boven het omliggende terrein. De zuidelijke cairn (58° 33' 53" N 3° 41' 58" W) heeft verhogingen aan beide uiteinden en de noordelijke cairn (58° 33' 56" N 3° 41' 53" W) heeft een ronde verhoging aan het zuidelijk uiteinde. Onder de ronde verhogingen bevinden zich vermoedelijk grafkamers. Door deze drie verhogingen verkregen de cairns de naam Na Tri Shean oftewel De Drie Feeënheuvels. Deze naam wordt thans enkel gebruikt voor de zuidelijke cairn.
Het is mogelijk dat er oorspronkelijk sprake was van drie vrijstaande ronde cairns, die vervolgens opgenomen zijn in de langere structuur van de twee long cairns.

## Zuidelijke cairn
De zuidelijke cairn is 71,6 meter lang en 9,75 meter breed en ongeveer 1,2 meter hoog. Met deze lengte is deze cairn een van de langste van dit type binnen Schotland.
De zuidoostelijke verhoging is 21,3 meter breed en 3 meter hoog. De verhoging aan het noordwestelijke uiteinde is 18,2 meter breed en 2,1 meter hoog.
De zuidelijke cairn heeft aan beide uiteinden lage, van steen gemaakte hoorns, die een rechthoekig voorhof vormen.

## Noordelijke cairn
De noordelijke cairn is 67 meter lang, 10,7 meter breed en 0,9 tot 1,2 meter hoog. Het middelste deel van de cairn is zwaar aangetast. De verhoging aan het zuidwestelijke uiteinde is 2,4 meter hoog en 16,1 meter breed.
Aan de noordoostelijke zijde van de noordelijke cairn zijn, net als bij de zuidelijke cairn, lage hoorns aanwezig, die een rechthoekig voorhof vormen.

## Beheer
De Cnoc Freiceadain Long Cairns worden beheerd door Historic Environment Scotland, net als de Grey Cairns of Camster en de Cairn o'Get, en zijn vrij toegankelijk voor publiek.